# Bukwimba
Bukwimba è una circoscrizione rurale (rural ward) della Tanzania situata nel distretto di Nyang'hwale, regione di Geita. Conta una popolazione di 17 335 abitanti (censimento 2012).